# Droga krajowa B91 (Niemcy)
Droga krajowa 91 (niem. Bundesstraße 91, B 91) – niemiecka droga krajowa przebiegająca  z południa na północ od skrzyżowania z drogą B2 na obwodnicy Zeitz do Halle w Saksonii-Anhalt, gdzie krzyżuje się z drogami B6, B80 i B100.